# Ceratoxancus leios
Ceratoxancus leios är en snäckart som beskrevs av Kantor och Bouchet 1997. Ceratoxancus leios ingår i släktet Ceratoxancus och familjen Turbinellidae. Inga underarter finns listade i Catalogue of Life.